# Live at Bill Graham's Fillmore West 1969
Live at Bill Graham's Fillmore West è un  album live di Mike Bloomfield registrato al Fillmore West di San Francisco (California) nei mesi di gennaio e febbraio del 1969 e pubblicato nello stesso anno dalla Columbia Records. Nel 2009 è stato ristampato (e rimasterizzato) su CD, con l'aggiunta di brani bonus.

## Tracce
Lato A
1. It Takes Time – 4:27 (Otis Rush, Willie Dixon)
2. Oh Mama – 2:59 (Mike Bloomfield)
3. Love Got Me – 2:37 (Arthur Conley)
4. Blues on a Westside – 15:18 (Nick Gravenites)

Lato B
1. One More Mile to Go – 10:35 (Joseph Cotton)
2. It's About Time – 7:00 (Nick Gravenites)
3. Carmelita Skiffle – 5:11 (Mike Bloomfield, Booker T. Jones, Mark Naftalin, Nick Gravenites) – Brano strumentale

Tracce bonus (CD del 2009)
1. Killing My Love – 5:18 (Nick Gravenites)
2. Gypsy Good Time – 4:30 (Nick Gravenites)
3. Holy Moly – 3:54 (Nick Gravenites)
4. Moon Tune – 8:32 (Nick Gravenites)
5. Mary Ann – 5:28

## Musicisti
- Mike Bloomfield - chitarra
- Mike Bloomfield - voce (brano A2)
- Nick Gravenites - voce (brani A1, A4, B2, Bonus : 1, 2, 3 & 4)
- Al Kooper - voce, organo (solo nel brano bonus : 5)
- Bob Jones - voce (brano A3)
- Taj Mahal - voce (brano B1)
- Mark Naftalin - pianoforte
- Ira Kamin - organo
- Noel Jewkis - sassofono tenore
- Gerald Oshita - sassofono baritono
- Snooky Flowers - sassofono baritono
- John Wilmeth - tromba
- John Kahn - basso
- Bob Jones - batteria
- Skip Prokop - batteria (solo nel brano bonus : 5)
- Dino Andino - congas